# Condado de Hot Spring
O Condado de Hot Spring é um dos 75 condados do estado americano do Arkansas. Sua sede de condado é Malvern. Sua população, segundo o censo americano de 2000, é de 23 587 habitantes.